# Аюта (река)
Аюта́, ба́лка Аюта́ — река в Ростовской области России, правый и крупнейший приток реки Грушевки. Длина 47 км, площадь водосбора 318 км². Питается подземными водами. Наиболее обильные источники расположены к северу от села Аюта. Частично протекает по городу Шахты.

## Течение
Берёт начало на южном склоне Донецкого кряжа. Впадает в реку Грушевку с левой стороны, в 34 км от её устья.

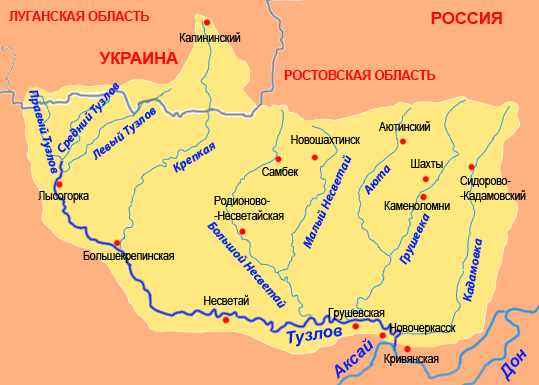
Бассейн Тузлова
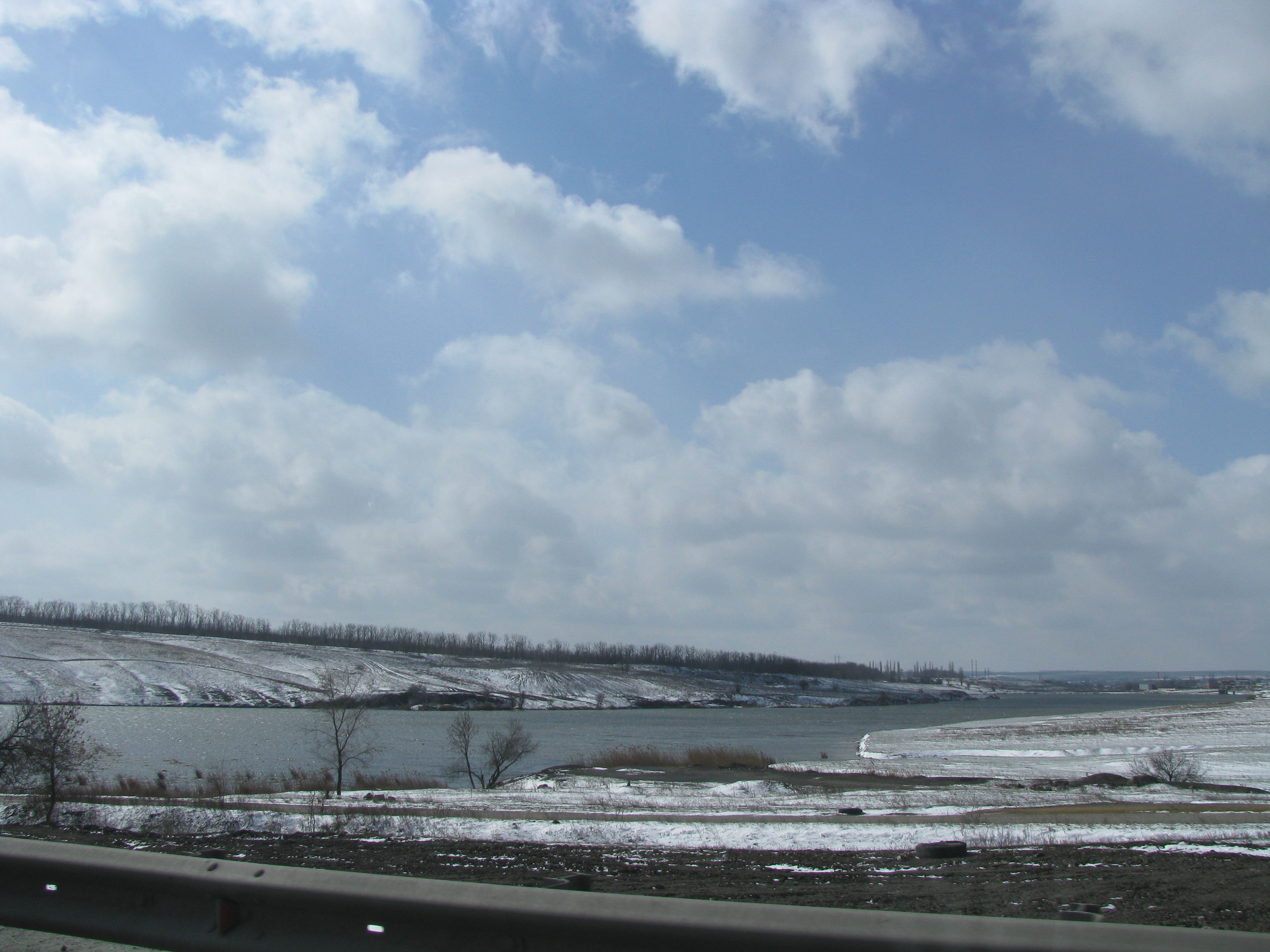
Вид с моста на автодороге М19
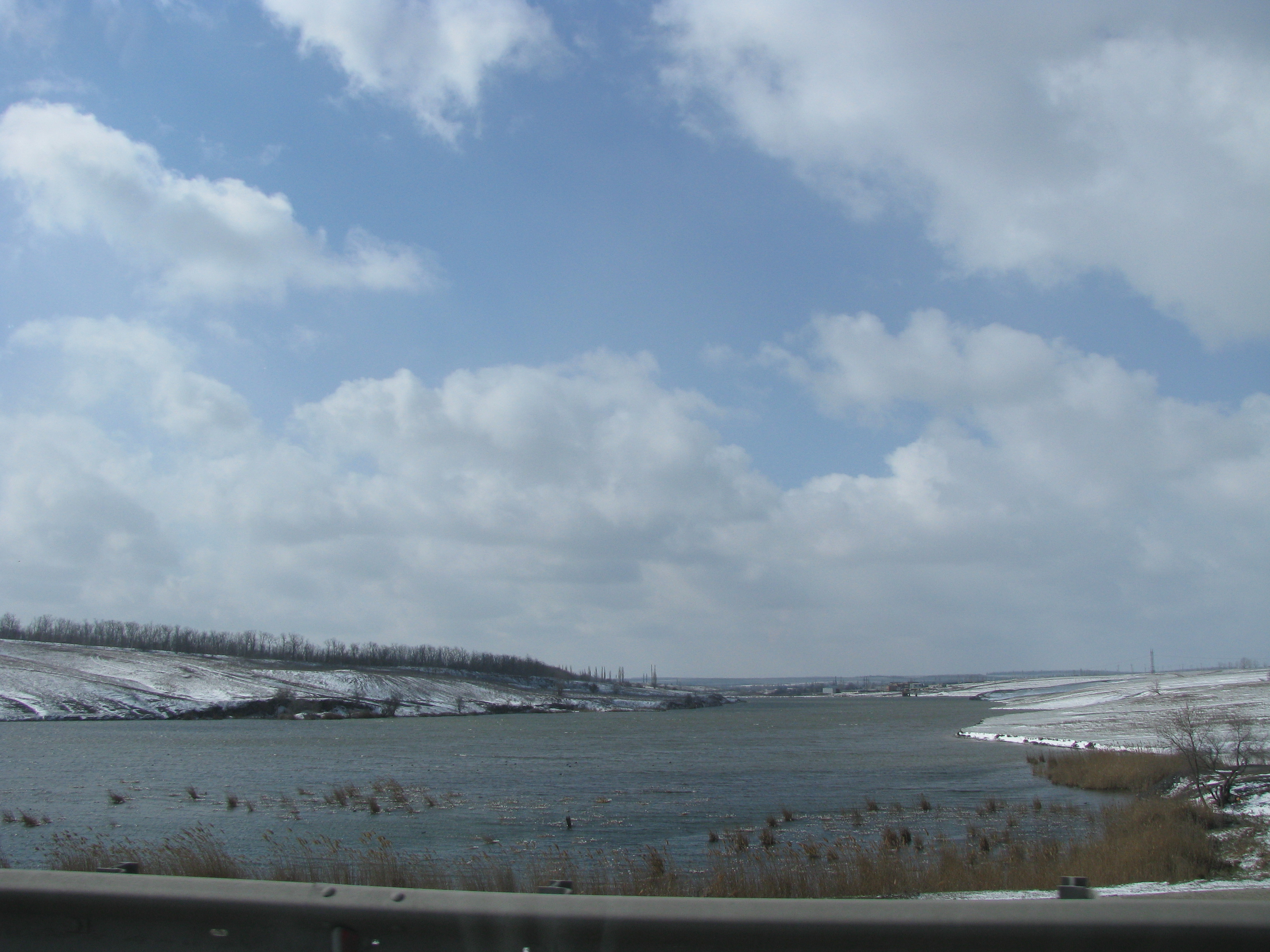
Вид с моста на автодороге М19
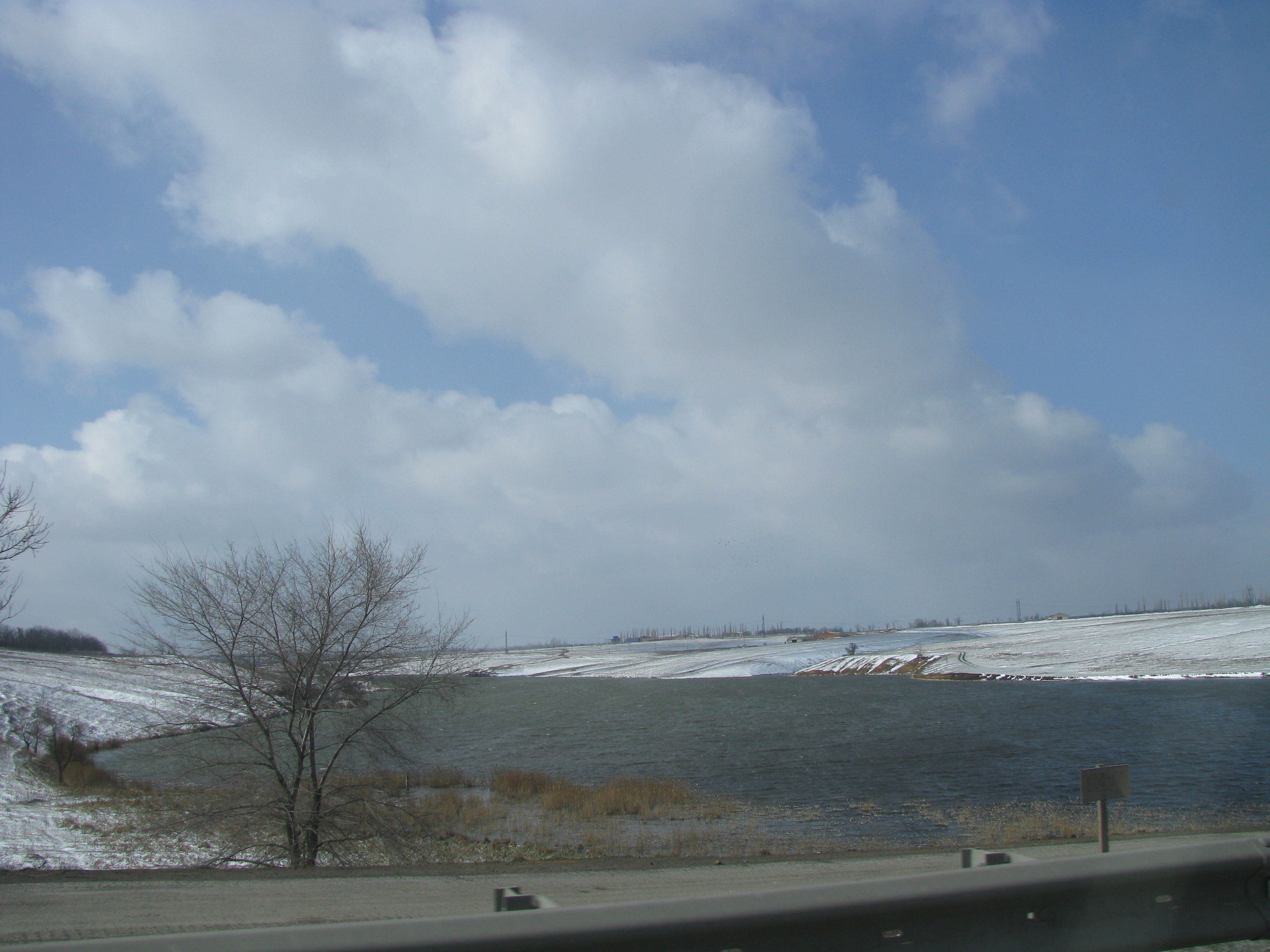
Вид с моста на автодороге М19
Указатель на трассе М-4 «Дон»